# 香港事務顧問
香港事務顧問（港事顧問）は、香港返還に先立ち、香港側の意見を徴収するため、中国当局以国務院香港マカオ事務弁公室和新華通訊社香港分社の名義に任命された顧問である。1992年3月に任命が行われ、顧問は全て香港側から選ばれた。ただし、香港に投資している東南アジア華人資本家(タニン・チャラワノン(謝国民)、スメット・チョウラワノン(謝中民)(タイCPグループ)、ロバート・クオック(郭鶴年、マレーシア華人)、ステファン・リアディー(李宗、インドネシアのリッポグループ))も含む。香港側では中国当局から認められた証として認識されてしまった。そのため、中国当局はもれた著名人の面目を考慮し、顧問を追加任命せざるを得ない状況に陥った。

## 港事顧問名単
第一批（44人，1992年3月11日聘請，1994年3月2日續聘43人）
方黄吉雯　安子介　朱幼麟　李国宝　李福善　李嘉誠　呉康民　邵友保　邵逸夫　胡法光　胡応湘　査済民　唐一柱
唐翔千　　列顕倫　徐四民　徐是雄　徐展堂　陳日新　曹宏威　梁振英　張永珍　黄志祥　黄宜弘　黄保欣　程介南
鄔維庸　　曾憲梓　閔建蜀　董建華　廖本懐　廖瑤珠　鄭維健　鄭耀棠　劉定中　劉皇発　霍英東　鄺広傑　鍾士元
簡福飴　　羅康瑞　羅徳丞　譚惠珠　釋覚光
第二批（49人，1993年4月1日聘請，1995年5月4日續聘48人）
王英偉　伍淑情　阮北耀　李兆基　　李明堃　李連生　李業広　李鵬飛　呉光正　呉家瑋　呉清輝　邵善波　林百欣
馬　力　胡經昌　侯瑞培　夏利里拉　倪少傑　陳文裘　陳永棋　陳樺碩　陳婉嫻　陳耀華　梁定邦　梁愛詩　高　錕
郭志権　郭炳湘　郭鶴年　黄良会　　黄紹倫　黄景強　黄学海　曹光彪　張人龍　張佑啓　張鑑泉　温嘉旋　曾鈺成
楊耀忠　蔣　震　鄭裕彤　潘国濂　　劉兆佳　劉漢銓　謝志偉　謝国民　鍾逸傑　譚耀宗
第三批（49人，1994年5月26日聘請）
王紹爾　尹　林　田北俊　　包陪慶　江紹倫　杜葉錫恩　李秀恒　李啓明　李国章　李沢鉅　岑才生　利国偉　何冬青
何鍾泰　余国春　林貝聿嘉　郁徳芬　周厚澄　屈　超　　施子清　洪清源　唐英年　陳乃強　陳文鴻　陳協平　陳萬雄
陳潤根　許賢発　高苕華　　梁秉中　梁欽栄　梁錦松　　張家敏　黄　霑　葉天養　曾慶文　曾澍基　馮検基　楊孫西
蔡偉石　鄭明訓　鄭海泉　　鄭耀宗　鄧兆棠　潘宗光　　劉江華　霍震寰　鍾期栄　鍾瑞明
第四批（45人，1995年4月28日聘請）
方　鏗　丘福雄　李乃堯　李　宗　李宗德　李東海　李健鴻　李家祥　李倫傑　李楽詩　呉文拱　呉連烽　呉思遠
呉樹熾　何　弢　何承天　呂　辛　呂明華　周子京　侯叔祺　施学概　陳立志　陳弘毅　陳金烈　陳祖澤　唐鏡升
黄士心　黄守正　黄定光　黄金富　黄国礎　張妙清　許冠文　荘紹綏　梅嶺昌　程介明　馮志堅　費明儀　葉国華
楊啓彦　趙世彭　劉栄広　廖烈科　謝中民　饒餘慶